# Relaciones Belice-España
Las Relaciones Belice-España son las relaciones bilaterales entre España y Belice. 

## Relaciones históricas
En el año 1494 se firmó el Tratado de Tordesillas que reclamaba que todo el oeste del Nuevo Mundo era para España, incluyendo el actual Belice. Más tarde, a mediados del siglo XVI, los conquistadores españoles exploraron ese territorio, declarándolo colonia española y siendo incorporado a la Capitanía General de Guatemala el 27 de diciembre de 1527, cuando esta se fundó. De esta forma es integrado, en la segunda mitad de ese siglo, a la Gobernación de Yucatán, en el Virreinato de Nueva España. Así, aunque en 1530 el conquistador Francisco de Montejo, tras atacar la Nachankan Maya y Belice, fracasó en su intento de someter a los mayas al dominio español, el territorio se mantuvo bajo poder español. Así, es en 1544 cuando se registran los primeros documentos escritos sobre la presencia española en Belice. Estos primeros colonos se establecieron en la ciudad maya de Lamanai, ciudad en la que se edificó una iglesia española colonial en 1570, siendo esta ciudad la que absorbió mayores influencias europeas en Belice. Por su parte, los primeros misioneros españoles en Belice llegaron al territorio en 1550 y evangelizaron la población del área de los Choles (un grupo lingüístico perteneciente al grupo étnico de los K'ekchi), llegando hasta la bahía de Amatique (en la actual Provincia de la 
Verapaz, en la mitad sur del actual Belice).
Sin embargo, fueron pocos los españoles que se asentaron en el lugar, debido a la falta de recursos para ellos importantes, tales como el oro, y la fuerte defensa de los mayas respecto a la península de Yucatán.  Así, los colonos españoles residentes en Belice lucharon con frecuencia contra los mayas, quienes, además, se vieron afectados por la esclavitud y las enfermedades que llevaban los españoles.
Sin embargo, después de mediados del siglo XVI, hay pocas pruebas de exploraciones españolas en Belice, si bien no de evangelizaciones: en 1618 fue evangelizada la región de Pucté, en el norte del actual Belice, y, en 1621, lo fue la región de los Mopanes y Tipúes, en la parte central del territorio.
La única excepción de exploraciones españolas en Belice después de mediados del siglo XVI la encontramos en un viaje realizado por un padre dominico, fray José Delgado, en 1677. Delgado viajó a lo largo de Belice en dirección al municipio de Bacalar, en el estado mexicano Quintana Roo. Sin embargo, no pudo continuar su camino porque, antes de llegar al municipio mexicano fue capturado y despojado por algunos ingleses en alguna zona cercana al río de Texoc - probablemente el actual río Mullins-.
Por otra parte, entre 1638 y 1695, los mayas que residían en Tipu gozaron de autonomía del dominio español. Pero en 1696, los soldados españoles utilizaron Tipu como una base desde la cual se pacificaría la zona y se apoyarían las actividades misioneras. En 1697 los españoles conquistaron la Itzá, y en 1707, los españoles reasentaron por la fuerza a los habitantes de Tipu en una zona cercana al lago Petén Itzá.
En 1717, tras el asentamiento británico en Belice entre los siglos XVI y el XVII y con el fin de apartar a los extranjeros de la zona,  el ejército liderado por el Mariscal Antonio Figueroa y Silva Lazo, gobernador de la península de Yucatán, expulsó a los ingleses de río Belice. Aun así, con el tiempo, los británicos terminaban regresando, por lo que esta expedición desarrolló una serie de incursiones españolas para expulsarlos en varios momentos. 
Más tarde, el 20 de enero de 1783, Gran Bretaña y España firman la paz y poco después firman el Tratado de Versalles, en el cual España cedió a Gran Bretaña una pequeña parte del actual Belice, unos 1.482 km- o 4,804-, ubicada entre los ríos Hondo y Belice. Además, debido a la petición de los colonos británicos de obtener más territorio para tener una mayor área de acción, ya que el territorio cedido a ellos era muy limitado, se firma también la Convención de Londres de 1786 por la que España le cedía otros 1.883 km de Belice (llegando hasta el Río Sibún o Laguna Manate, al sur del río Belice).
Sin embargo, en algún momento entre 1786 y 1796, un funcionario español que visitó el Yucatán para informar sobre las actividades de Baymen indicó que los Hombres de la Bahía fueron ampliando peligrosamente sus fronteras para cortar el palo de tinte también en Campeche, cerca de una ciudad de población española. Por ello, España emitió órdenes para la expulsión inmediata y efectiva de los colonos que ocupaban Belice. Esto desencadenó una guerra entre Gran Bretaña y España en las costas de Belice en septiembre de 1798, guerra que fue denominada La batalla del Cayo de St. George y que terminó con la derrota española. Debido a eso, los británicos pudieron quedarse en territorio beliceño - y en toda la parte continental de Centroamérica-, pudiendo ejercer libremente su dominio en la zona, aunque el territorio siguió siendo, oficialmente, español.

## Relaciones etnográficas
Según los censos del 2000 de Belice, de las 322.000 personas residentes en ese país, los descendientes de españoles constituyen el 15% de la población. La mayoría de ellos aún viven en el Corozal y Orange Walk Town, algunos de los lugares en los que se asentaron sus antepasados cuando emigraron a Belice desde Yucatán en los años 40 del siglo XIX. Además, debido a la inmigración hispanoamericana (básicamente centroamericana) aproximadamente un 46% de la población beliceña tiene el español como lengua materna.

## Relaciones diplomáticas
Las relaciones bilaterales pueden calificarse de excelentes sin que existan contenciosos importantes. Hay una simbólica presencia empresarial española en Belice y no se ha detectado contencioso económico ni político de ningún tipo entre los dos países.

## Relaciones económicas
Las relaciones económicas y comerciales son de limitada importancia. España se sitúa como cuarto socio comercial europeo en Belice. Algunas empresas españolas han realizado operaciones en el país en el sector de la educación, la salud y en agua y saneamiento. Destacan las inversiones de Belice en España en el sector inmobiliario y de la hostelería.

## Cooperación
Las relaciones de cooperación con Belice se iniciaron en noviembre de 2001, fecha en la que se suscribió en Belmopán el Acuerdo de Cooperación Científica y Técnica entre el Gobierno de Belice y el Gobierno del Reino de España.
Durante los años 2000 y 2001 la cooperación española con Belice se centró en ayuda humanitaria por valor de 60,101.00 Euros cada año, para paliar los
efectos de los Huracanes Keith en el año 2000 e Iris en el año 2001.
El 8 de octubre de 2002 se realizó en la ciudad de Belice la firma de la I Comisión Mixta Belice-España de Cooperación, al amparo del Acuerdo mencionado.

## Misiones diplomáticas residentes
- Belice tiene embajada y consulados honorarios en Madrid, Barcelona y Palma de Mallorca.[13]
- España tiene una embajada no residente[14] para Belice en Guatemala, y un consulado honorario en Ciudad de Belice.[15][16]